# José Luis Pérez-Payá
José Luis Pérez-Payá Soler (Alcoy, 1928. március 28. – Madrid, 2022. augusztus 12.) válogatott spanyol labdarúgó, csatár. A spanyol labdarúgó-szövetség elnöke (1970–1975).

## Pályafutása

### Klubcsapatban
1946-ban a Deusto korosztályos csapatában kezdte a labdarúgást. 1948–49-ben a Barakaldo, 1949–50-ben az Alcoyano, 1950-ben a Real Sociedad labdarúgója volt. 1950 és 1953 között az Atlético Madrid, 1953 és 1957 között a Real Madrid csapatában játszott. Az Atléticóval egy, a Reallal két spanyol bajnoki címet szerzett.

### A válogatottban
1955-ben két alkalommal szerepelt a spanyol válogatottban.

### Sportvezetőként
1970-ben José Luis Costa utódja lett a spanyol labdarúgó-szövetség elnökeként. 1975-ben a Pablo Porta váltotta ebben a tisztségben.

## Sikerei, díjai
Atlético Madrid
- Spanyol bajnokság
  - bajnok: 1950–51

 Real Madrid
- Spanyol bajnokság
  - bajnok (2): 1953–54, 1954–55
- Bajnokcsapatok Európa-kupája (BEK)
  - győztes (2): 1955–56, 1956–57

## Statisztika

### Mérkőzései a spanyol válogatottban
| Spanyolország | Spanyolország      | Spanyolország                     | Spanyolország | Spanyolország | Spanyolország | Spanyolország | Spanyolország | Spanyolország |
| #             | Dátum              | Helyszín                          | Hazai         | Eredmény      | Vendég        | Kiírás        | Gólok         | Esemény       |
| ------------- | ------------------ | --------------------------------- | ------------- | ------------- | ------------- | ------------- | ------------- | ------------- |
| 1.            | 1955. május 18.    | Madrid, Santiago Bernabéu stadion | Spanyolország | 1 – 1         | Anglia        | barátságos    | -             |               |
| 2.            | 1955. november 30. | London, Wembley Stadion           | Anglia        | 4 – 1         | Spanyolország | barátságos    | -             |               |
|               | Összesen           |                                   |               | 2             | mérkőzés      |               | 0             | gól           |